# Tetz
Tetz ist der zweitgrößte Ortsteil der Stadt Linnich im Kreis Düren, Nordrhein-Westfalen.

## Geographie
Der Ort liegt in der Jülicher Börde, einem besonders fruchtbaren Landstrich in der Kölner Bucht. In der Region die sonst eher arm an offenen Gewässern ist besitzt Tetz das Glück gleich zwei fließende Gewässer in unmittelbarer Nähe zu haben. Westlich von Tetz fließt die Rur, und durch den Ort selbst der Malefinkbach.
Westlich von Tetz liegen die Ortschaften Floßdorf und Barmen, östlich Boslar, südlich Broich und nördlich Linnich.

## Geschichte

### Ortsname
Es gibt verschiedene Theorien über das Entstehen des Ortsnamens. Eine der beiden gängigsten und wahrscheinlichsten sieht den Ursprung des Namens in der Bezeichnung für das „Gut eines Römers“, lateinisch „Deciarum“. Hieraus entwickelte sich über die späteren Namensformen Titzich, dann Titze und schließlich Tetz. Eine andere geht auf die Gründer der Siedlung zurück. Wo heute Tetz liegt, war damals Sumpfgebiet. In der Sprache der Eburonen, eines keltischen Volksstamms, der vor über 2000 Jahren hier siedelte, bedeutet die Silbe „Tet“ Sumpf/Moor. Es ist durchaus möglich, dass schon sie ihr Dorf Tetz nannten.

### Burg
Tetz wurde erstmals im Jahre 1351 erwähnt. In jenem Jahr erwarb Godart von Hompesch für 2250 kölnisch Mark die Herrschaft Tetz vom Jülicher Markgrafen Wilhelm.
Der letzte Besitzer der Burg, Baron Maximilian Freiherr von Brachel, verstarb 1964. Durch die Zerstörungen im Krieg und mehrere Brände wurde sie vollkommen zerstört. Heute lässt sich im sogenannten Alte-Burg-Wald nur noch erahnen, wo die ehemalige Ritterburg einst stand.

### Kirche

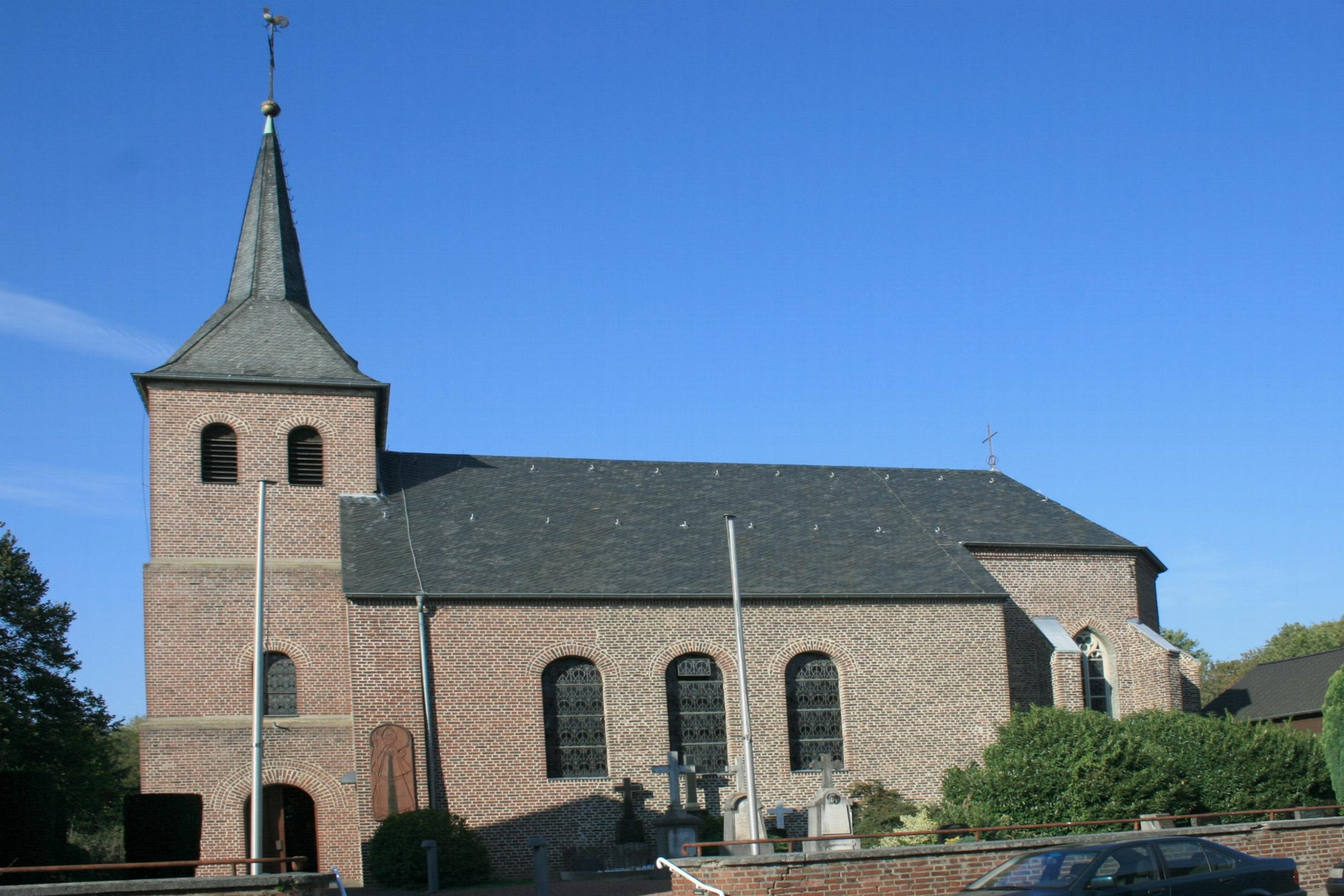
Kath. Pfarrkirche St. Lambertus

Die erste Kirche wurde schon 1291 erbaut. Im Zweiten Weltkrieg wurde der Kirchturm des ohnehin stark beschädigten Gotteshauses von den deutschen Truppen vor ihrem Rückzug gesprengt, um den Gegnern keinen Ausguck zu hinterlassen. Nach dem Krieg wurde die dem hl. Lambertus gewidmete Kirche in den 1950er Jahren wieder aufgebaut.

### Jüdische Gemeinde
Seit dem 18. Jahrhundert existierte eine kleine jüdische Gemeinde in Tetz und Boslar. Schon 1740 wird in Tetz ein Betraum erwähnt, er lag vermutlich im Haus Lambertusstraße 56. Hinter dem Gebäude bestand bis 1874 ein jüdischer Friedhof. 1845 kaufte Aaron Hirtz, Vorsteher der Gemeinde, ein Haus, Lambertusstraße 62, um es als Synagoge zu nutzen. Die Gemeinde hatte bis dahin in dem Haus einen Betraum angemietet. 1927/1928 wurde die Synagoge aufgegeben. Während der Novemberpogrome 1938 wurde das Gebäude daher nicht angerührt.

### Neugliederung
Die frühere Gemeinde Tetz wurde durch die kommunalen Neugliederung am 1. Juli 1969 ein Ortsteil der Stadt Linnich. Damals gehörte Linnich noch zum Landkreis Jülich.

### Korbwaren
Tetz war für seine Korbwaren im weiten Umkreis bekannt. Auf dem feuchten Boden gedieh die Korbweide bestens. Als die Leineweber ihre Arbeit aufgeben mussten, war das Flechten von Körben und anderen Waren eine berufliche Alternative. Es gab bald nur noch wenige Haushalte die keine Korbwaren herstellten. Durch den Preisdruck der Händler wurden aber mehr und mehr Menschen gezwungen dieses Gewerbe aufzugeben. Der damalige Pfarrer, Joseph Esser, gründete daraufhin im Jahr 1928 die „Produktiv-Genossenschaft der Korbmacher“ in Tetz. Seine intensiven Bemühungen hatten schon bald beachtlichen Erfolg. Nach dem Krieg starb der Beruf des Korbmachers in Tetz aber weitestgehend aus. 1979 wurde die Genossenschaft wieder aufgelöst.

## Verkehr

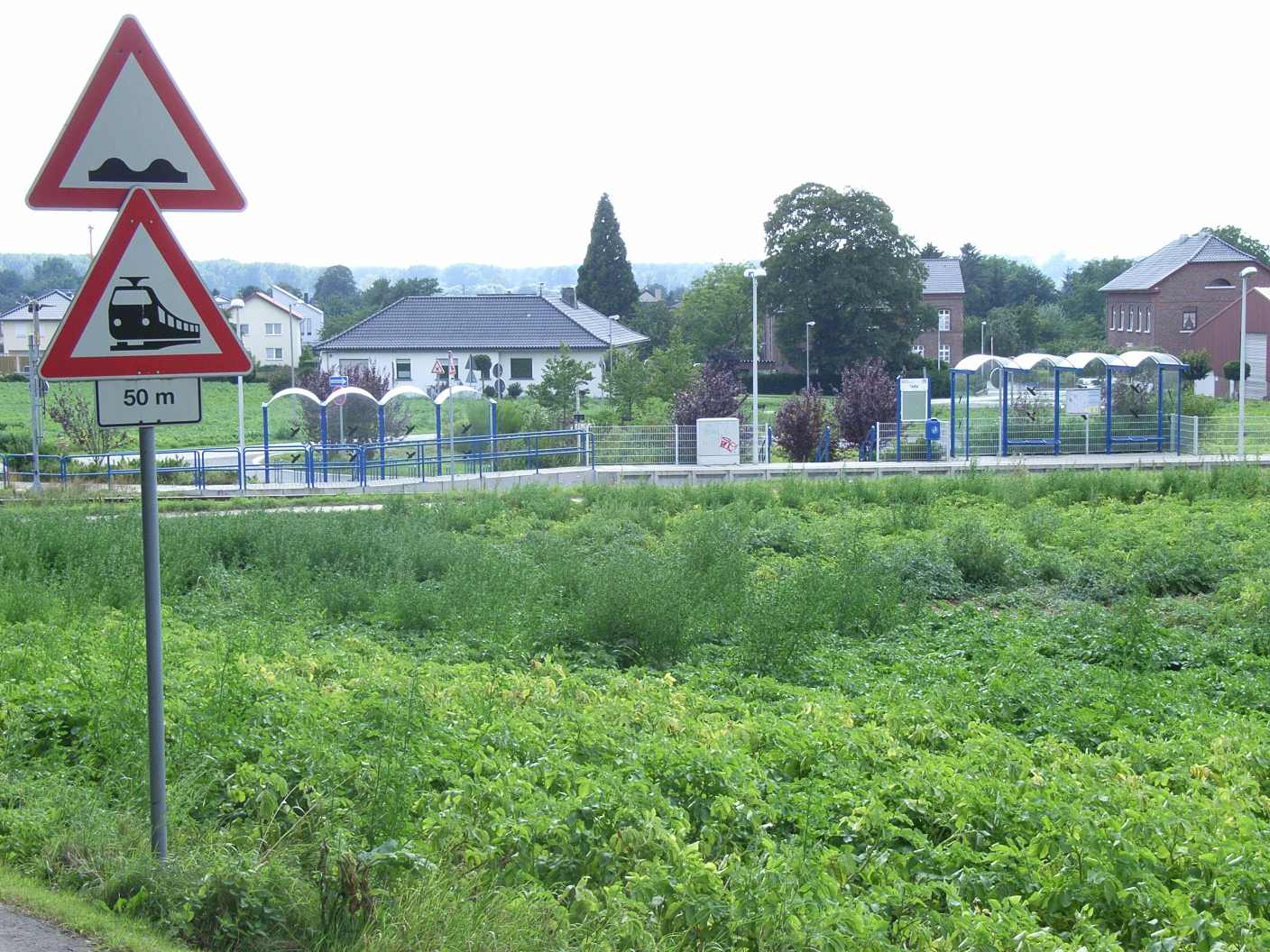
Haltepunkt Tetz der Rurtalbahn

Tetz verfügte seit 1911 mit dem Bahnhof Tetz-Boslar über einen Zugang zur Bahnstrecke Jülich–Dalheim. Auf jener Strecke wurde im Abschnitt Jülich–Baal der Personenverkehr in den 1960er Jahren stark ausgedünnt, erschwerend hinzu kam der anwachsende Individualverkehr. Die infolgedessen nachlassenden Fahrgastzahlen veranlassten die Bundesbahn dazu, den Personenverkehr zwischen Jülich und Baal zum 29. September 1968 einzustellen. Die Dürener Kreisbahn (DKB) entschloss sich, 2002 den Streckenabschnitt zwischen Linnich und Jülich (nun als Weiterführung der Bahnstrecke Jülich–Düren) zu reaktivieren. Tetz hatte so seit 34 Jahren erstmals wieder Zugang zum Bahnverkehr (in Richtung Jülich/Düren und Linnich) über den neu errichteten Haltepunkt Tetz.
| Linie | Linienverlauf | Takt                  |
| ----- | --- | --------------------- |
| RB 21 | Rurtalbahn: Linnich, SIG Combibloc – Tetz – Broich – Jülich An den Aspen – Jülich Nord – Jülich – Forschungszentrum – Selgersdorf – Krauthausen – Selhausen – Huchem-Stammeln – Im Großen Tal – Düren Stand: März 2022 | 30 min (HVZ) / 60 min |

Der Bahnhof Tetz-Boslar wird aufgrund der ungünstigeren Lage zum Ort und nicht mehr angefahren. Das ehemalige Empfangsgebäude samt zugehörigem Grundstück befindet sich in Privatbesitz.
Durch den Ort fährt Rurtalbus mit der AVV-Buslinie 287. Bis zum 31. Dezember 2019 wurde diese Linien vom BVR Busverkehr Rheinland bedient.
| Linie | Verlauf |
| ----- | --- |
| 287   | (Linnich Rathaus –) Linnich-SIG Combibloc – Kiffelberg – (Tetz – Boslar – Hompesch – Müntz) / (Gevenich – Kofferen – Hottorf) – Hasselsweiler / (Ralshoven – Gevelsdorf) – Titz |

Am westlichen Ortsrand verläuft die Landesstraße 253, südlich des Ortes befindet sich die Bundesautobahn 44.

## Vereine
- Dorfgemeinschaft Tetz e. V.
- FC Rasensport Tetz e. V.
- Karnevalsgesellschaft „Fidele Brüder“ Tetz
- Kirchenchor St. Josef Tetz
- Schützenbruderschaft St. Lambertus Tetz
- Tennisverein Grün-Weiß Tetz
- TTC Tetz
- Turn- und Gymnastikverein Tetz 1975 e. V.
- Deciarum Events e. V.

## Persönlichkeiten
- Reiner Müller (* 20. Mai 1879 in Tetz; † 5. Juli 1953 in Köln), Hygieniker, Bakteriologe und Hochschullehrer

## Sonstiges
- Am Ort vorbei führt der RurUfer-Radweg, der die höchste Erhebung des Hohen Venn mit der Mündung der Rur in die Maas verbindet.
- In der Rurauenhalle finden auch überregionale Veranstaltungen statt.
- Im Ort gibt es einen katholischen Kindergarten.